# 貝殻

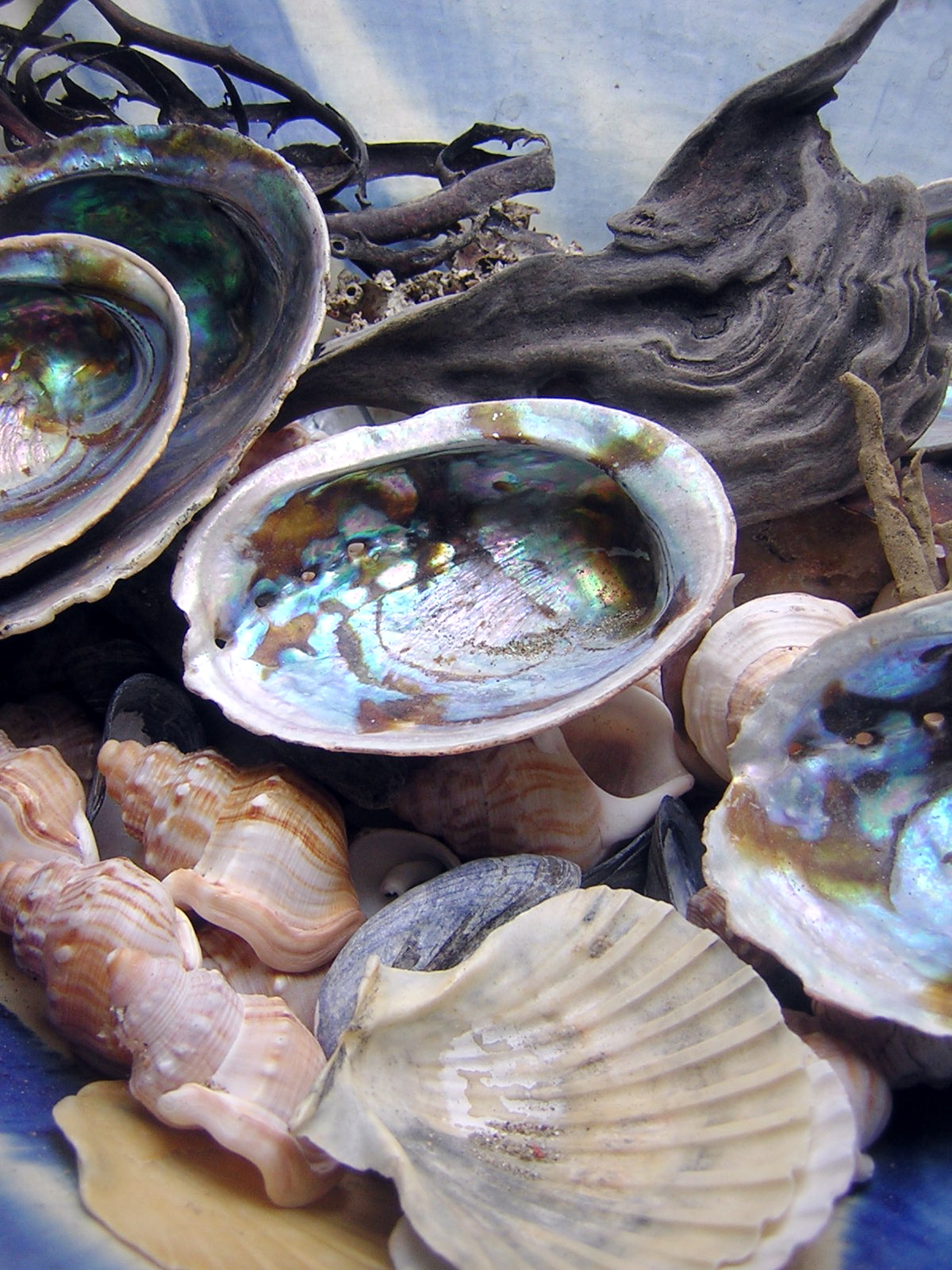
貝殻

貝殻（かいがら、seashell）は、貝（軟体動物や腕足動物など）が外套膜の外面に分泌する硬組織で、代表的な生体鉱物のひとつである。

## 概要
基本的には殻本体（炭酸カルシウムCaCO3の結晶とコンキオリンと呼ばれるタンパク質を主とする物質の複合体）と、キチン質の殻皮とから成る。貝殻はトロコフォア幼生の時に殻腺から分泌形成され、成長とともに新たな部分が外套膜上皮から分泌・付加されながら大きくなっていく。このため、侵食などで失われない限り古い部分がそのまま残り、一時的な成長停止や捕食者の襲撃痕など、その個体の過去が記録されやすい特異な器官でもある。また、貝殻を持つ軟体動物の個々の種の生活様式の一部も、貝殻の形態に如実に示されていることが多い。動物本体を「軟体」と呼ぶのに対し、貝殻を「殻体」と呼ぶことがある。
ヒザラガイ類では背面に8個の殻をもち、巻貝類、ツノガイ類、頭足類では原則として1個、二枚貝ではその名のとおり背面で分かれる2枚の殻をもつ。よく発達したものでは内部に動物体全体を引っ込めて全身を鎧のように防御することができる。また頭足類では内部に体液が排出された空室が発達して浮き袋の役割を果たし、中性浮力を実現して遊泳を助けており、イカ類ではこれが体内に埋もれている。しかし進化途上で縮小し、体の一部しか覆わなくなったものや、ナメクジやウミウシ、タコなどのように二次的に貝殻を失った軟体動物も多い。中にはカイダコ類のようにメスが産卵用の殻を形成するものもあるが、これは特定の膜状に広がった1対の触手（いわゆる足）の上皮から分泌されるもので、貝類が外套膜から分泌する貝殻とは相同ではないと考えられている。またサザエなどのフタも貝殻に似るが、これは足の背面の上皮から分泌されるもので本来の貝殻とは別物であり、二枚貝の片方に相当すると考えるのは誤りである。
節足動物門甲殻綱のフジツボ、カメノテ、エボシガイなども、それぞれ形が違うが貝殻のような殻をもつ。これは頭胸部の背甲に由来する器官から分泌される。この器官は、軟体動物と同様に外套と呼ばれるが、同一起源ではなく、相似器官である。 また、腕足類として化石種も多く知られる腕足動物門も二枚貝様の殻を持つが、その鉱物層はリン酸カルシウムの結晶から成る他、軟体動物とは異なり背腹を覆う構造を持つ。

## 構造

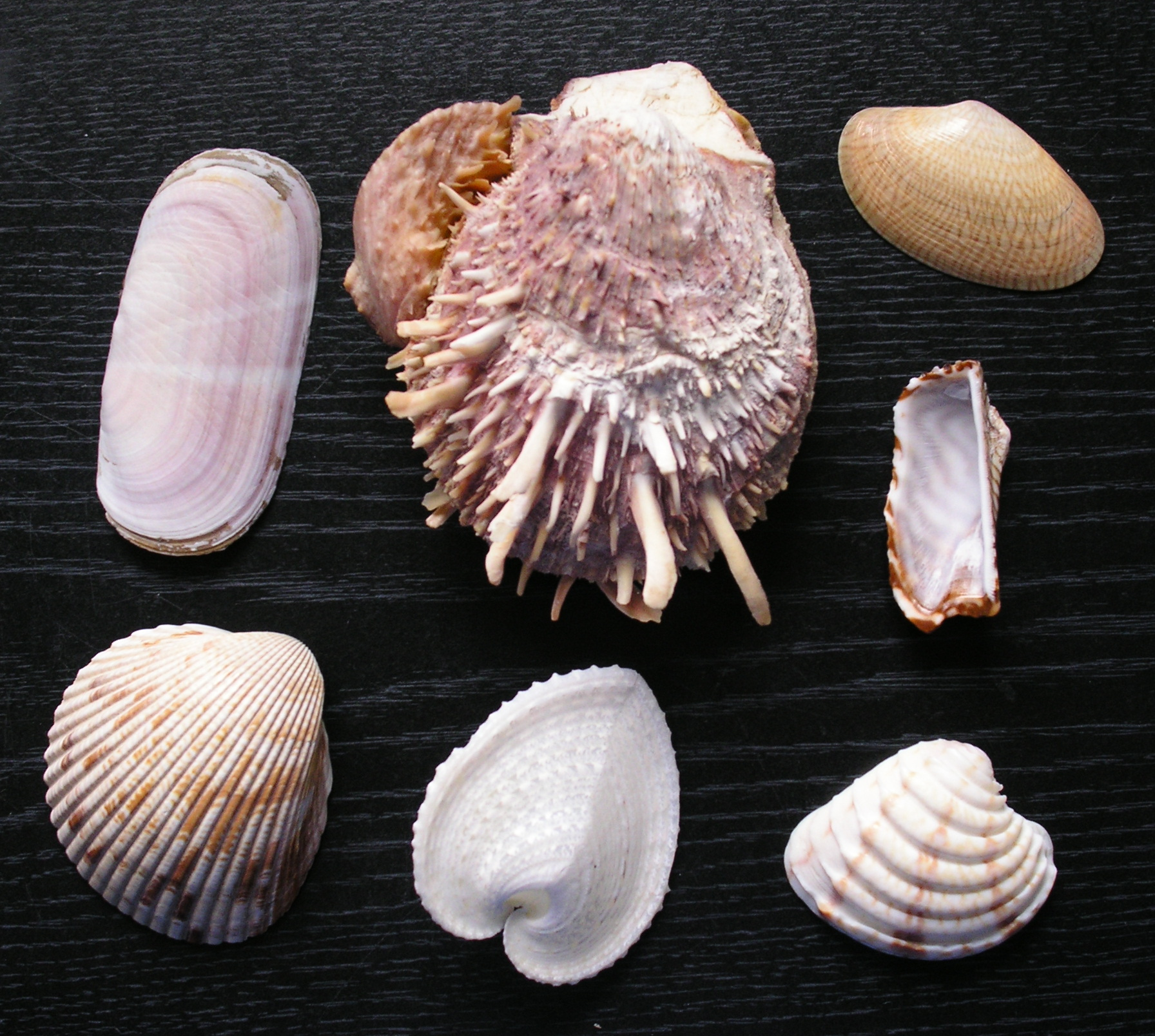
いろいろな二枚貝の貝殻

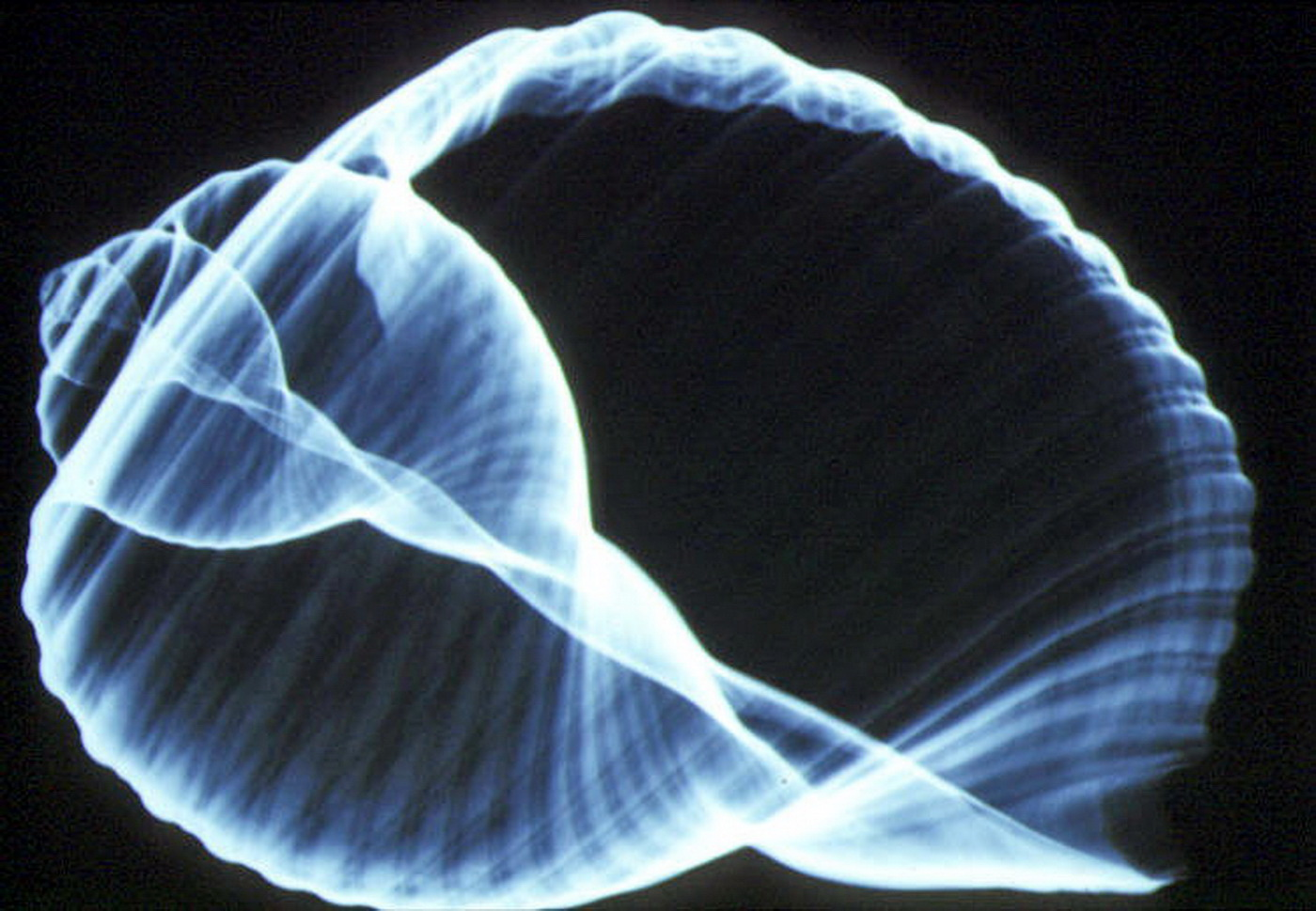
オオミヤシロガイ（Tonna galea）の殻のX線写真。

### 鉱物
殻本体は炭酸カルシウムの結晶とコンキオリンと総称されるタンパク質を主とする間基質からなる。その構造は、多数の結晶が間基質によって繋ぎ合わされたもので、結晶をレンガに、間基質をレンガを接着するモルタルにたとえると構造が理解しやすい。炭酸カルシウムの結晶は結晶構造によって、三方晶系の方解石（カルサイト：calcite）、斜方晶系のアラレ石（アラゴナイト：aragonite）、六方晶系のファーテル石(バテライト：vaterite）の3種に分けられるが、ファーテル石は自然界には少なく、貝殻に利用されるのも方解石とアラレ石の2種のみである。

### 殻体構造
貝殻を形成する結晶の並び方にもいろいろな種類があり、「～構造」という名前で区別されている。このうち方解石からなるものには海産種の稜柱構造（角柱構造）や葉状構造などがあり、アラレ石からなるものには淡水種の稜柱構造や真珠構造、交差板構造、均質構造などがある。稜柱構造は多角形の柱状の結晶が殻表面に対して垂直に並ぶ構造、葉状構造は水平方向に重なる構造、交差板構造は斜めに傾いた結晶の列があり、隣の列は逆方向に傾斜し、それらが交互に連続する強度のある構造である 。また真珠構造は多角形板状のアラレ石結晶が何層にも重なった、レンガ積みのような構造となっている。
これらの構造は貝の種類や貝殻の部位（外面-内面や中心-辺縁など）によって使い分けられており、一個の殻に複数種が見られるのが普通である。また同じ構造でも貝の種類が違えばコンキオリンの粗密などにも違いがあり、強度その他も異なる。これらの構造は殻の破断面から観察することができる。それぞれの構造はある程度の層を成しているのが一般的で、それぞれの層はその構造から、稜柱層（角柱層）や真珠層などと呼ばれる。
このように貝殻は結晶構造や間基質が複雑に関係しあって形成されるため、殻質は系統によって大きく異なることもある。非常に硬くて丈夫な殻もあれば、間基質で囲まれた稜柱層（角柱層）のみからなり、薄質で柔軟なものもある。酸などで貝殻の炭酸カルシウムを脱灰すると、殻皮と間基質のみが溶解せずに残るが、基質の割合が高い殻では貝殻の原形がほぼそのまま残ることがあり、逆にアルカリを用いた場合には、基質が溶けて殻が部分的にばらばらになってしまうこともある。

### 殻皮

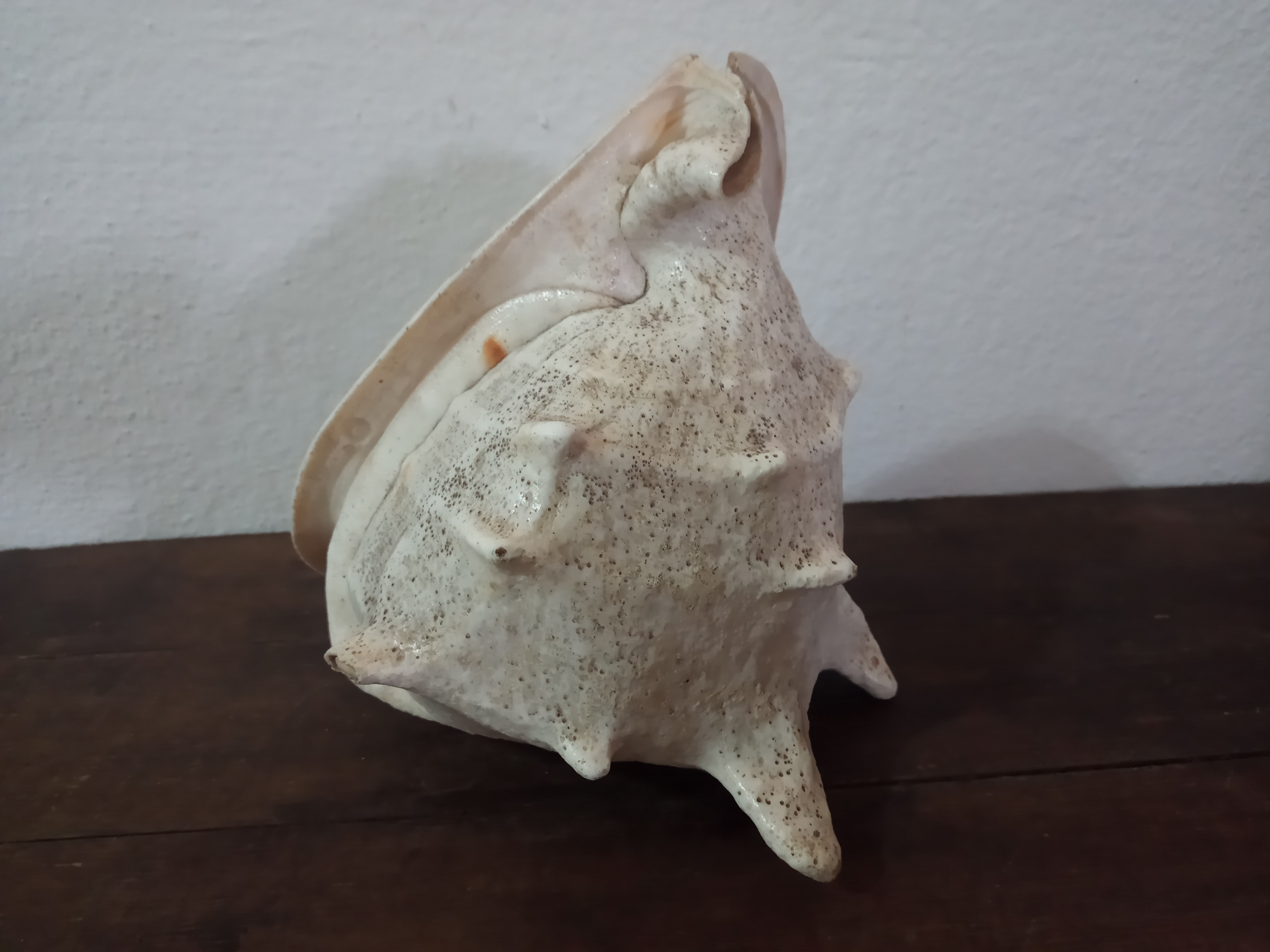

殻皮は殻の外側を覆うキチン質の薄膜で、主として結晶形成の際の支持と環境水中への溶解防止の役割をもつ。特に殻の縁辺部での拡大成長における殻皮の機能は重要で、殻皮の縁が内側に折れ込み、これと外套膜の縁辺部がかみ合って環境水から隔離された微細な小室を形成し、イオン環境がコントロールされたこの中で、結晶成長が起こる。
しかし中にはそれに止まらず、殻皮が様々に変化して毛状や襞状になって殻本体の概観を変化させているものもある。このような種類では、殻皮のあるものと殻皮を除去したものとの外見が大きく異なることがあり、たとえばカコボラは多肉質な質感の毛むくじゃらな殻をもつが、殻皮を除くと太い畝のある殻が現れ、イモガイ科では厚い殻皮を除くと鮮やかな色彩が現れるものがある。またタニシやカワニナなど淡水の貝類には殻本体が白色や淡色のものも多いが、丈夫な殻皮とその表面に付着した酸化物とで真っ黒に見える。
殻皮は修復できないため時間ととも剥離したり脱落することも多く、殻皮が失われた貝殻は（特に環境水中にカルシウムイオンの乏しい淡水の貝類で著しい現象だが）表面から溶解侵食するが、通常は内側の外套膜から常に新たな炭酸カルシウム層が付加されるため、軟体部の内臓嚢が露出したり、殻自体が消えてなくなることはない。
タカラガイ科・マクラガイ科・コゴメガイ科などは殻皮がない。成長の途中では薄い殻皮を持っているはずだがすぐに失われ、代わって滑層が形成され、光沢を持つ表面になる。

### 有機質層
一部の貝類は、貝殻の内部に有機質の層を持つ（ミクロなコンキオリンと異なり肉眼で視認できるマクロ構造である）。イシガイ科・カワシンジュガイ科など淡水・汽水生の二枚貝に多いが、クチベニガイ科など海生種にも見られる。薄層は侵食的な水質環境に対する補強や外敵から防御になっている。

## 形

### 彫刻
貝殻表面の凹凸構造を彫刻と呼ぶ。線状の彫刻を肋（ろく）と呼ばれる。
二枚貝の肋は、殻縁に平行な輪肋（共心円肋）と、殻頂から放射状に伸びる放射肋が代表的である。これらが共に形成され格子状となることも多い。このほか、斜めの斜肋、放射肋が分岐する分岐肋、放射肋に似るが殻縁に常に直角の直交肋などがある。
巻貝の肋には、螺旋に沿った螺肋と、螺旋に垂直で貝殻全体に対し縦に伸びる縦肋がある。二枚貝の輪肋・放射肋と同様に共に形成され格子状となることも多い。

### 棘
多くの貝に棘がある。棘には、捕食者に対する防御と、殻の向きを安定させるという役割がある。
棘は、成長途中に殻口縁の一部が急激に伸張してから再び閉じることで形成される。

### 螺旋
貝殻は原則として、それまでの貝殻に付加して成長するため、形を保ったまま（相似なまま）成長できる形は限られる。多くの貝殻は対数螺旋を取る。
典型的な対数螺旋は巻貝で見られるが、掘足類の殻も巻きのゆるい螺旋である。単板類の殻は、丈の短い螺旋である。二枚貝は、そのような螺旋が2枚合わさっている。
しかし螺旋でない貝殻もある。
- ウキヅノ、ウキツボ、絶滅したチョッカクガイなどは、まっすぐな円錐状である。ただしこれは、掘足類のようなゆるい螺旋と大きな違いはない。
- 絶滅した異常巻きアンモナイトは、普通の貝殻が1種類しかとらない巻きのパラメータが規則的に変化し、複雑な形を取る。
- 翼形類（カキの仲間）などの固着性の貝は、付着対象の凹凸に沿って成長するため、種として定まった形を持ない不定形である。

また、それ以上成長する必要のない成長の最終段階で、螺旋から外れた成長をする貝もある。多くはタカラガイのように、外敵に備えるために殻口を狭める。

### 再吸収
貝殻は基本的に付加でのみ成長するが、主に巻貝で、一部が再吸収されることがある。
- 巻貝の棘は、殻の成長が一周してその上に新たな殻が形成されると、再吸収される。
- ニシキウズガイ上科やアッキガイ科は、内部になった殻の表面の彫刻を再吸収する。
- イシダタミ属やアマオブネガイ属は、殻口に歯状突起があるが、常に前方が成長しながら後方が再吸収されている。ただし、成長の最終段階にのみ歯状突起を形成する貝もいる。
- 殻の内部の内壁には外壁ほどの厚みは必要ないので、イモガイ科やマクラガイ科では再吸収して薄くする。アマオブネガイ科やヤマキサゴ科では内部が完全に再吸収され、貝殻の中はひとつながりの大部屋になっており、動物体（軟体部）も螺旋状ではない。
- 背の高い貝には殻頂部を脱落させるものがいるが、この脱落は直接・間接に再吸収によって引き起こされている。

## 形成

### 分泌
貝殻の成長は、その外縁に新たな殻が付加されて殻が大きくなる成長と、殻の内側全体から層が付加されて厚くなる成長とに分けられ、前者は外套膜縁の上皮細胞から、後者は外套膜全体からの分泌物によって形成される。このうち前者の外套膜縁による成長は、そのままでは分泌物が外部環境の水に流失してしまうため、先端部ではまず外套幕縁の襞内で殻皮を形成し、できた殻皮と外套膜で外界から遮断された空隙をつくり、その内部をカルシウムイオンと炭酸イオンの過飽和状態の外液で満たし、既存の殻に炭酸カルシウムの結晶を付加しながら殻を成長させる。

### 結晶
稜柱層や真珠層など様々な構造ができるのは、前述のコンキオリンと総称される基質が結晶の成長を制御しているためだと考えられている。たとえば真珠層では、結晶の上下を仕切る水平な層間基質（sheet）と左右を垂直に仕切る結晶間基質（wall）があり、稜柱層にも柱間を仕切る基質があって、それぞれが結晶化を阻害するバリアとなることで結晶の成長方向や構造を決めている。また反対に薄膜（envelope）と呼ばれるタンパクは仕切り内で結晶化を促進する働きをもつ。構造の項ではこれらの間基質をレンガを接着するモルタルにたとえたが、貝殻形成の過程では接着剤というより、むしろ製氷皿の仕切りのようにはたらき、その内側で薄膜に誘導されたカルシウムイオンと炭酸イオンとが結晶化して様々な構造が形成される。

### 炭酸塩補償深度
貝殻の成分である炭酸カルシウムは、深海のような低温高圧の条件下では固体の形で存在出来なくなることが知られている。つまりある深さより深いところでは貝殻は融けてしまう。この深さのことを炭酸塩補償深度 (Carbonate Compensation Depth :CCD) と呼ぶ。これは海域ごとの温度やイオン濃度によって異なるが、例えば太平洋では約4000mと言われる。ところがそれ以深の海域でも貝殻を持つ貝類が発見されている例がある。例えば三陸沖の水深7300-7400mではラクハナシガイが多数生息しているのが発見された。この貝は殻がごく薄く、内部が透けて見えるほどであったという。また5500-6500mの湧水域ではナギナタシロウリガイが発見され、この貝ではしっかりした硬く厚い殻を持っていたものの、もっとも古い部分はやはり融けていたという。この貝が殻を保持し続けている仕組みは未だ不明である。

## 色
貝殻にはいろいろな色彩や模様を持つものも多いが、それらは色素によるものと構造色とに分けられる。

### 色素
前者は多様な物質からなる生体色素（biochromes）の一種で、殻形成時に外套膜縁の腺から分泌される。これらの色素の多くはコンキオリンと緊密に結合しているために分離が難しいとされ、色素本体についての研究は少ない。コンクパール(ピンクパール)で知られるピンクガイのピンク色など、一部の色はポルフィリンであるとも言われるが、ポルフィリン自体があまりに多様なものであるため、ほとんど説明になっていないとの指摘もある。
また、殻の外面にある色彩は保護色であると考えられるものもあるが、巻貝には先のピンクガイのように殻口内面が鮮やかな色に彩られるものも少なくない。これらの色彩は貝が生きている時には外部からほとんど見ることができず、二枚貝の殻の内面の色彩はなおさら見えないため、他の生物の視覚に対するものとは考えられない。このような例では色彩自体には意味はなく、生体防御物質などの分泌があり、その結果として色が付いてしまうのではないかとの推定もある。

### 構造色
構造色は真珠などに見られる七色の色彩で、これは水平に何重にも重なった結晶の層間で反射した光が互いに干渉することで現れるが、個々の結晶自体は原則として無色透明である。ただ真珠層を構成する基質に種々の色素があったり、結晶構造の微細な違いや微量な物質の含有などにより様々な色の真珠層が出来上がる。真珠層は、ほとんどの貝では殻の内面に形成されるため、生時は外部から見えない。
また巻貝ではオキナエビスやアワビ、サザエなどの古腹足類で真珠層がよく発達するが、比較的新しい系統ではほとんど発達せず、二枚貝でも比較的古いとされるキララガイやアコヤガイ、淡水のイシガイ科などによく見られる構造である。真珠層の形成は他の構造より時間がかかるため、比較的寿命の長いものに発達するのではないかという説もあるが、必ずしも一致しない例も多い。

## 殻の退化
タコやイカ等の頭足類は、原始的な種であるオウムガイ、絶滅したアンモナイトや直角貝類などのように元来は発達した貝殻を持っていたが退化させたものと考えられている。腹足類（巻貝）でもウミウシやナメクジ等、殻の退化は複数の群で見られる。強固な殻は捕食者の脅威から軟弱な身を守るシェルターだが、同時に運動性の面や、形成にも少なからぬリソースを必要とする、生活上の重荷でもある現実が窺える。
一方、巻貝とは対照的に二枚貝類では殻の退化傾向は乏しい。二枚貝の体制は、殻の内側の内臓器官を包む外皮は外套膜1枚しか無いなど逆に殻以外の退化傾向が著しく、半身を殻の外に乗り出して活動する巻貝やオウムガイ等と比べ、殻の内側で生活を完結させる形態の特殊化が、早い段階で進んだものと考えられる。

## 観察
貝殻は生きた貝の状態ではその表面に模様があるが、海岸で拾うものは模様が無くなっている場合が多い。これは、死んで流される内に、表面が他物と摩擦して削られるためでもあるが、成分が海水に浸食されるためでもある。また、生きた状態の貝でも、その表面が腐食したり、破損したり、その表面がきれいでない場合が多い。なお、古い部分が破損しやすいのは一部の種では特徴になっている。
自然の貝殻の表面には様々なものがこびり付くことがよくある。その多くは貝殻上を生活の場としている他の生物によるもので、特に海では石灰藻やフジツボ、コケムシといった固着性や、一部の貝類や多毛類のような穿孔性の生物が貝殻上によく見られる。これらの生物は周囲の岩などにも同じように生息することが多いため、自然界では貝自身を隠蔽する効果がある。また観察者にとっては、付着物を見ることでその貝殻の主の生きていた環境を知る手がかりにもなる。
逆に、生きていながらそのようなものが付着していない貝は、肉体で殻を覆っていたか、あるいは砂や泥に潜って生活していたか、とにかくそのような生物の付着できないような環境や暮らし方をしていたと想像できる。
例えば、タカラガイなど一部の貝では、生きた状態で入手した貝殻はその表面が全く汚れず、きれいな状態であるが、これはこの貝が、生きた状態では貝殻の表面を外套膜で覆い、海水に触れないようにしながら常に新しい層を上塗りしているためであり、アサリやツメタガイなど砂地に潜る種でも貝殻表面に付着物が見られないのが普通である。

## 貝殻による研究

### 生物分類
アサリのような二枚貝、サザエのような巻貝といったように、軟体動物は古くから貝殻の形で分類されてきた。生物学に進化史を考慮に入れた自然分類が導入されても軟体動物の分類は貝殻の形に依存していた部分が大きかった。もちろん、これにはコレクターの努力が大いに関わっている。そのため、近縁でありながら貝殻を持たないウミウシやナメクジの分類は置いておかれがちであった。20世紀以降、貝殻以外の本体である軟体部の解剖学的特長の解析が進みつつあり、そのため分類体系は大きく変わった。

### 化石
貝殻は、その保存性の良さから、非常に化石になりやすい。古生代初期から、現在に至るまで、いつでもどこでも貝の化石はある。そのため、古生物学の研究上も、貝殻の形態研究は重要な位置を占めている。ちなみに、人間が利用後に廃棄した貝殻が出土したものを貝塚と言うが、これも広く言えば化石である。

### 気候変動
東京大学などの研究チームはビノスガイの貝殻の断面から年間の成長量を割り出し気候変動を解明する研究を行っている。

## 他の生物との関係
後述のように、貝殻は人間に大いに利用されるが、自然界では他の生物がこれを利用する例が少なくない。もっとも有名なものがヤドカリである。

### 基質として
貝殻の表面には多くの生物が付着するのが普通である。海では硬い表面は固着性の生物に覆われるのがごく普通であり、貝殻もその対象であるが、それだけでなく、その表面が多孔質である点など、付着に都合がよい面もある。カイウミヒドラのように、特定の生きた貝にのみ住み着く例もある。また、その表面に穴を開けて住み着く穿孔性の動物も住み着く例がある。生きた貝でなく、後述のようなヤドカリによる二次使用の際にのみ住み着く例もあり、ヤドカリと共生するイソギンチャクなどがその代表である。

### 殻として
自らは殻を分泌しない動物が、貝殻を自分の殻のように使用する例もある。ヤドカリがその代表である。彼らの体は柔らかくて巻き貝の形にあったものとなっており、貝殻なしで死ぬわけではないが、裸ではあっという間に捕食者に食われる。彼らの間では体に見合った貝殻を得るのは死活問題であり、常に貝殻を巡って同類間で争いがあるらしい。中にはその表面に刺胞動物を生活させ、それが分泌する新たな殻を利用するイガグリガイのような例もある。二枚貝にも、内側に小型のカニ等が住み着いていることがある。
同様な例はツノガイホシムシなど星口動物にも見られる。

### イソギンチャクが作る貝殻
ヒメキンカライソギンチャクなどは、共生動物であるヤドカリのための擬貝（英語:Carcinoecium）を形成する。これらのイソギンチャクは、足からキチン質を分泌して貝殻様の殻を作る。

## 人間の利用

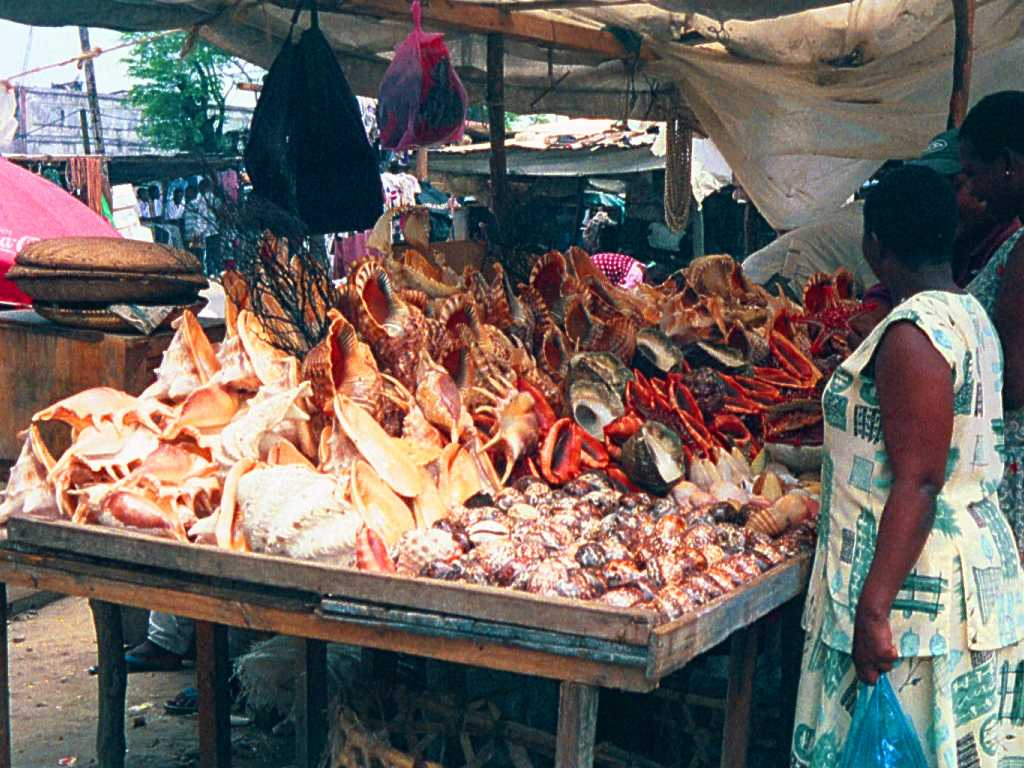
タンザニアの貝殻ショップ。
- 手前の光沢のあるものはタカラガイ類
- 左奥の肌色で棘のあるのはラクダガイ
- タカラガイとラクダガイの間にトウカムリ
- その手前側にシャコガイ
- タカラガイの右側にヤツシロガイ科の巻貝
- ワゴン中列の赤みの強い貝はマンボウガイ
- マンボウガイの近くに黒っぽいヤコウガイ
- 奥の縞柄がある大型貝はホラガイ

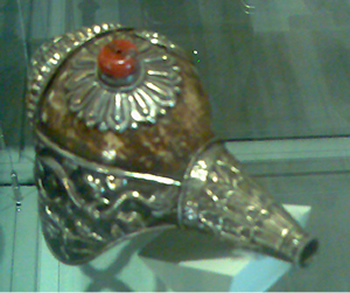
管楽器に加工された法螺貝トゥンカル。他、シェル・トランペット

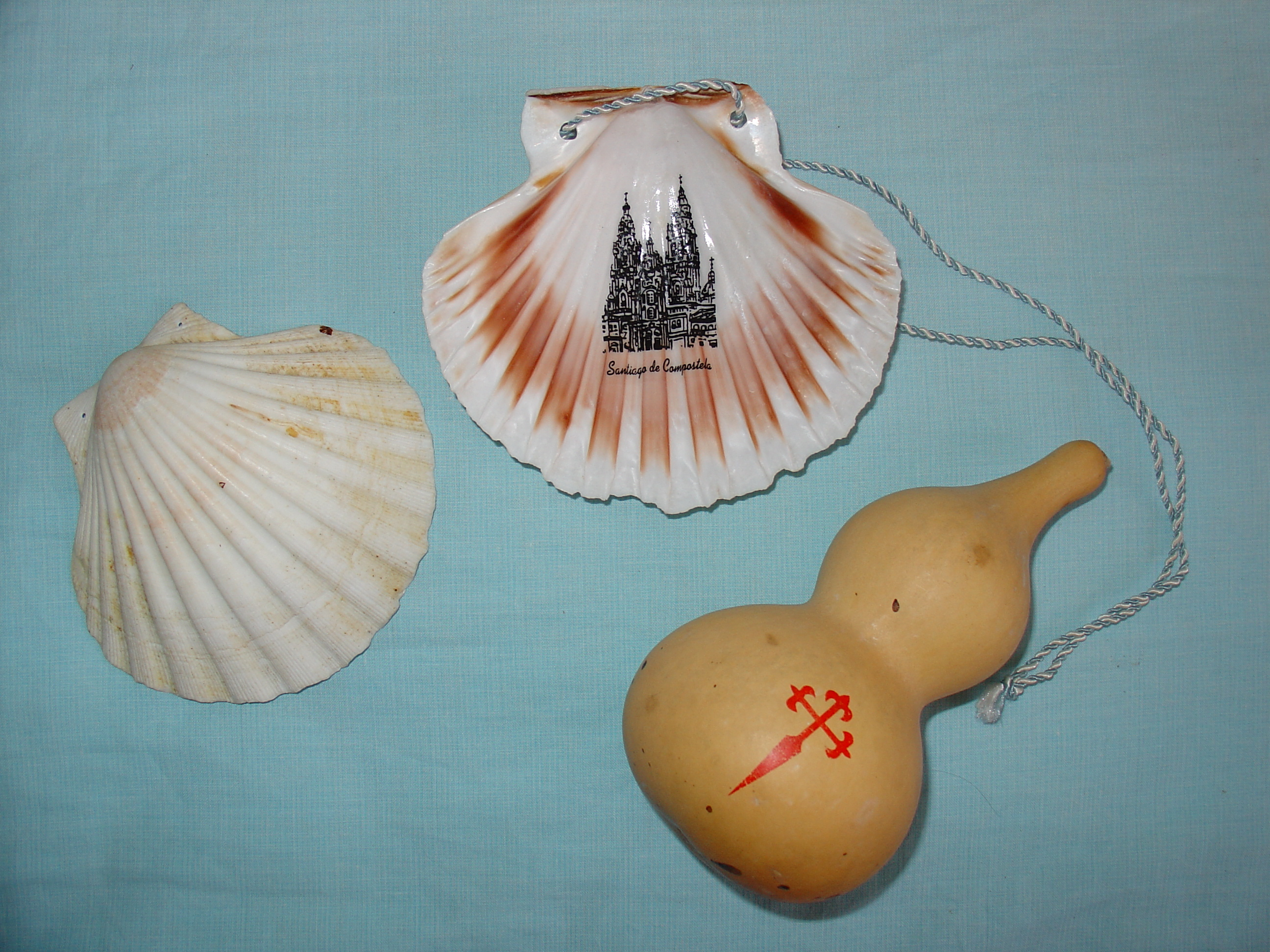
サンティアゴ・デ・コンポステーラ巡礼の印となるジェームズホタテと瓢箪

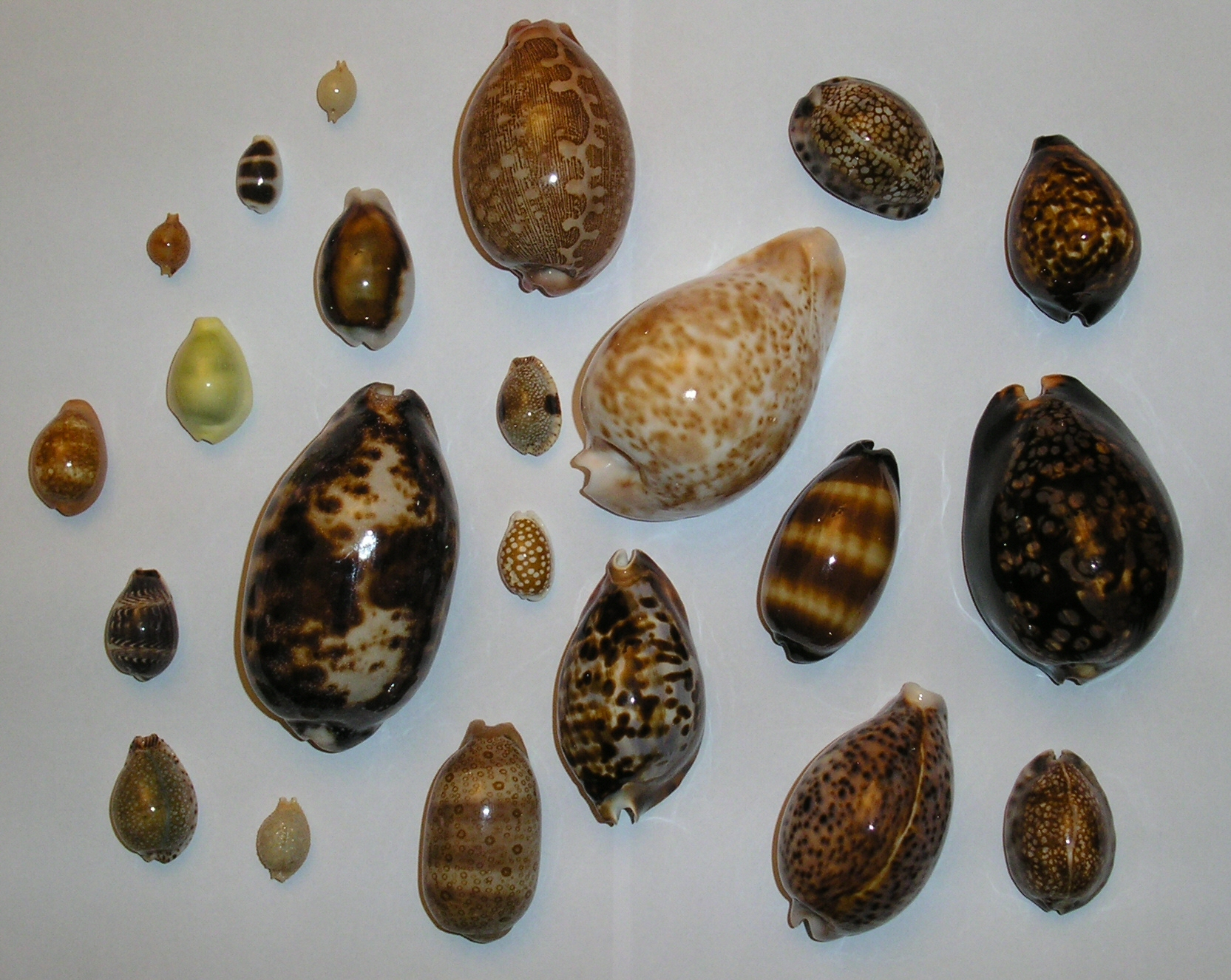
タカラガイのいろいろ

貝殻は非常に保存の良い生物体の部分である。肉質を剥がして乾燥すれば、ほぼ永久的に保存でき、変質も少ない。また、その形の美しさ、模様の多様さ、種類の多さもかなりのものである。そういった点で、自然に人の関心を引き、貝殻の利用は肉の利用にも勝るとも劣らず、有史以前から世界中で多種多様に用いられてきた。それらを網羅すれば膨大な内容となるはずで、ここではわずかな例を挙げるにとどめる。
貨幣
古代中国では貨幣として用いられており、そのため「寶」「貨」「貸」「貰」「財」「貯」「買」「費」「賃」「販」のように財貨に関する文字は「貝」（タカラガイの象形文字）を含むものが少なくない。
装飾用
有史以前から今日まで、世界中でもっともよく見られるのが装飾品への利用である。日本では、縄文時代に貝輪などに使われたことはよく知られ、現在でもカメオなどに代表されるブローチなどの装身具や貝ボタンなどにしばしば利用されている。なかでも真珠はその代表で、本来は貝殻内面を構成する真珠層を別の形にして利用したものである。また同じ真珠層を利用したものに螺鈿があり、正倉院の宝物にも見られる。
エネルギー企業のシェルは当初、カスピ海の貝を加工した工芸品の販売を手がけていたイギリスの骨董品店だったが、新たな供給先を求めてアジアに進出、ボルネオ島の油田開発に成功したことを機に石油事業へ進出した。既に貝殻加工からは撤退しているが、企業名のシェル（貝殻）とシンボルの貝殻マークは残っている。
日用品
日常の道具としての利用も広く見られ、二枚貝は貝杓子や皿、あるいは二枚組み合わせて蓋付きの容器として使われてきた。日本ではしょっつる鍋（かやき）で用いられるホタテガイの殻や、香合や膏薬入れに使われたハマグリの殻などがよく知られている。また貝殻そのものではなく、それを模した容器もしばしば見られ、アワビを模したものは縄文時代の土器でも知られるほか、サザエ型やホタテガイ型、ハマグリ型等々の容器は現代も世に多く、洋服の柄など服飾関係の意匠にもしばしば貝殻は用いられる。縄文時代には二枚貝の貝殻の腹縁を欠いて刃として貝刃（かいじん）が用いられ、魚類の鱗を取る用具であったと考えられている。アイヌはカワシンジュガイの貝殻を穂摘み具に使っていた。
玩具
独楽として用いられたバイやおはじきに使われたイボキサゴなど、普通に手に入る貝殻はいつの時代も子供の良いおもちゃであった。また庶民のものではないが、ハマグリは滑らかで丈夫な貝殻を持つことから貝合わせなどの優雅な遊びに利用され、その学名lusoriaも「遊び」に因むとされる。またイタボガキなどの殻を粉末にした胡粉は、伝統的な白色顔料として広く利用され、人形の顔などに用いられた。また貝殻を使った貝細工人形などは海岸沿いの観光地でしばしば売られる。貝細工にはこのような小さなものもあるが、江戸時代には菊人形同様の大掛かりな貝細工の人形があり、瀬戸物細工や籠細工などと並ぶ見世物のひとつであった。ハマグリの貝殻は白の碁石に利用されている。
薬用
中国医学ではイタボガキ科の貝殻を「牡蛎」（ぼれい）と称して生薬として利用してきた。焼成してから粉砕した粉は日本薬局方にも「ボレイ末」として収載されており、制酸、鎮静、解熱などの作用があり、桂枝加竜骨牡蛎湯、柴胡加竜骨牡蛎湯などの漢方薬に配合される。また、アワビ属の貝殻を「石決明」（せっけつめい）と称して、同様に薬用にしてきた。「清肝明目」（せいかんめいもく）、即ち、肝機能を改善し、同時に目の機能を高める効果があるとする。主成分はどちらも炭酸カルシウムであるが、「石決明」は局方には入っていない。
添加剤
貝殻を強熱して微粉砕したものが天然炭酸カルシウムの一種として利用されている。消しゴムなどの機能性添加剤や食品添加物などに利用されている。
信仰
貝殻は宗教的な意味合いで用いられることも多い。日本では、ホネガイやアッキガイなどの目立つ突起を持つ貝を軒にぶら下げて魔除けとしたり、スイジガイ（水字貝）を、その名から火除けのまじないとしたりする民間信仰があり、その貝が採れる地方で古くから行われてきた。また陣貝として知られる法螺貝は山伏が魔除けに吹くことでも有名で、これはチベット密教などの法具に用いられるシャンクガイが起源ではないかとも言われる。またカトリックの聖地として人気の高いスペインのサンティアゴ・デ・コンポステーラでは、巡礼者らが巡礼の印としてジェームズホタテPecten jacobaeusの殻を荷物などにぶら下げたり、それを象ったバッジを付けたりする。この地の大聖堂はイエスの十二人の使徒の一人、聖ヤコブを祭っており、9世紀初頭に天使のお告げによって彼の墓が発見された場所とされている。この貝をその巡礼の象徴とするのは、元漁師であった聖ヤコブがこの貝を紋章としていたからだと説明されているが、聖地巡礼の証しとして、巡礼者らがこの地で普通に食用にされる本種の殻を持ち帰ったのが始まりとの説もある。このためジェームズホタテガイはスペインでは巡礼貝（concha de peregrino) 、フランスではサン・ジャック貝（ coquille St.Jacques ）などと呼ぶ。なお、セント・ジェームズ（英語）、サンティアゴ（スペイン語）、サンジャック（仏語）はどれも聖ヤコブのことを指す。
収集
近現代では、貝殻は生物関連のコレクションの対象の一つで、稀少なもや見栄えのする特殊な貝は高額でやりとりされる。特にタカラガイ類は滑らかで美しい模様をもつことから古代から人々に愛玩され、現在でも貝殻コレクターの間で人気が高い。かぐや姫が貢ぎ物の一つとして要求した子安貝もタカラガイであるとされる。コレクション関連ではイモガイ類も有名で、ウミノサカエイモガイはかつては世界で一番高価な貝として知られた。
料理
コキール、またコキーユ（フランス語：coquille。貝殻の意）。貝殻（形の容器皿）に盛って供される料理。たとえば鶏肉や魚貝類のクリーム煮の表面を焼く、など。
その他
- 廃棄された貝殻によってできた貝塚の考古学的調査。
- 凍結防止剤、路面スリップ防止材。